# 里奇蘭鎮區 (巴特勒縣)
里奇蘭鎮區（英語：Richland Township）為位在美國堪薩斯州巴特勒縣的鎮區。2010年美国人口普查中該鎮區人口有2568人。
里奇蘭鎮區於1874年設立。

## 地理
里奇蘭鎮區涵蓋面積94.03平方（36.31平方英里），境內無城鎮設立。

### 墓園
根據美國地質調查局的資料，此鎮區擁有2座墓園：
- 弗倫茲墓園（Friends Cemetery）
- 里奇蘭墓園（Richland Cemetery）

### 溪流
通過此鎮區的溪流有：
- 梅普爾溪（Maple Creek）

## 人口統計
根據2010年美國人口普查，里奇蘭鎮區人口有2568人，人口密度為27.4人/平方公里。種族方面，95.6%為白人；0.16%為非裔美洲人；0.62%為美洲原住民；0.66%為亞洲人；0%為太平洋島民；0.43%為其他種族；另外有2.53%為兩個或以上的種族。而西班牙裔美國人或拉丁美洲人佔該鎮區人口的2.57%。

## 外部連結
- City-Data.com （页面存档备份，存于）